# Нова Капела (Дубрава)
Нова Капела (до 1990. Српска Капела) је насељено место у општини Дубрава, до нове територијалне организације у саставу бивше општине Врбовец, у Загребачкој жупанији, Хрватска.

## Историја
Пакрачки владика Мирон Николић походио је августа 1895. године Српску Капелу. Тада је председник црквене општине уједно и парох месни поп Јован Димић (умро 1897), од епископа добио право ношења црвеног појаса.
Почетком 20. века Српска Капела је село са православном црквеном општином и парохијом. Политичка општина била је у Фаркашевцу. У насељу је било тада 802 дома, од којих је 270 српских, а од укупног броја становника - 5906 православних душа је 1360 (или 26,5%). Од јавних здања ту су православна црква и комунална школа.
Православној парохији припадала су околна села: Брезовљани, Вукшинац, Жабница, Иванчани, Коритна, Реметинац, Св. Иван Жабно, Стари Глог, Хабјановац и Хагањ. Православно парохијско звање је основано 1839. године, а црквене матрикуле су старије - матице рођених и крштених заведене још 1767. године. Парохија је четврте класе, са парохијским домом и сесијом, као и српским православним гробљем. Парохијски дом који су мештани Срби подигли у време бана Рауха, је миниран у најновијем рату деведесетих година 20. века; остала су само четири зида.
Православни храм посвећен Св. великомученику Георгију, подигнут је 1734. године, а обновљен 1826. године. Председник црквене општине био је 1905. године поп Никола Кукић уједно и парох, рођен 1878. године. У комуналној школи 1905/1906. године раде учитељ Гаврил Шамић и учитељица Јулка Турина, са 137 ђака у редовној настави и још 23 у пофторној.
За време Другог светског рата претворена је српска богомоља у унијатску. Генерално је обновљена 1971. године, а поново оштећена у периоду 1992-1993. године. После завршетка рата, храм је обновио својим залагањем Хрват мештанин Вилко Север, који је чак поставио рефлекторе.

## Становништво

### Број становника по пописима
| Националност   | 2001. | 1991. | 1981. | 1971. | 1961. | 1953. | 1948. | 1931. | 1921. | 1910. | 1900. | 1890. | 1880. | 1869. | 1857. |
| бр. становника | 279   | 247   | 318   | 369   | 403   | 492   | 493   | 842   | 760   | 751   | 416   | 324   | 369   | 379   | 368   |

- напомене:

Насеља Нова Капела и Стара Капела исказују се под овим именима од 1991. До 1880. и од 1910. до 1931. исказивано је бивше насеље Влашка Капела или Стара Капела. За то бивше насеље подаци су садржани у насељу Нова Капела. У 1890. и 1900. исказивано под именом Нова Српска Капела, а од 1948. до 1981. Српска Капела.

### Национални састав
| Националност       | 1991.        | 1981.        | 1971.        | 1961.        |
| Хрвати             | 170 (68,82%) | 215 (67,61%) | 275 (74,52%) | 275 (68,23%) |
| Срби               | 43 (17,40%)  | 44 (13,83%)  | 63 (17,07%)  | 81 (20,09%)  |
| Југословени        | 7 (2,83%)    | 38 (11,94%)  | 0            | 0            |
| остали и непознато | 27 (10,93%)  | 21 (6,60%)   | 31 (8,40%)   | 47 (11,66%)  |
| Укупно             | 247          | 318          | 369          | 403          |